# Сен-Мартен-дю-Вар
Сен-Мартен-дю-Вар (фр. Saint-Martin-du-Var) — коммуна на юго-востоке Франции в регионе Прованс — Альпы — Лазурный берег, департамент Приморские Альпы, округ Ницца, кантон Туррет-Леванс. До марта 2015 года коммуна административно входила в состав упразднённого кантона Левенс (округ Ницца).
Площадь коммуны — 5,59 км², население — 2463 человека (2006) с выраженной тенденцией к росту: 2682 человека (2012), плотность населения — 479,8 чел/км².

## Население
Население коммуны в 2011 году составляло 2630 человек, а в 2012 году — 2682 человека.
| 1962 | 1968 | 1975 | 1982 | 1990 | 1999 | 2006 | 2008 | 2011 | 2012 |
| ---- | ---- | ---- | ---- | ---- | ---- | ---- | ---- | ---- | ---- |
| 1072 | 1180 | 1318 | 1528 | 1869 | 2197 | 2463 | 2541 | 2630 | 2682 |

Динамика численности населения:

## Экономика
В 2010 году из 1655 человек трудоспособного возраста (от 15 до 64 лет) 1295 были экономически активными, 360 — неактивными (показатель активности 78,2 %, в 1999 году — 72,1 %). Из 1295 активных трудоспособных жителей работали 1222 человека (641 мужчина и 581 женщина), 73 числились безработными (30 мужчин и 43 женщины). Среди 360 трудоспособных неактивных граждан 135 были учениками либо студентами, 100 — пенсионерами, а ещё 125 — были неактивны в силу других причин.
На протяжении 2010 года в коммуне числилось 994 облагаемых налогом домохозяйства, в которых проживало 2535,5 человек. При этом медиана доходов составила 19 тысяч 427 евро на одного налогоплательщика.